# دالس تاون سنتر (ویرجینیا)

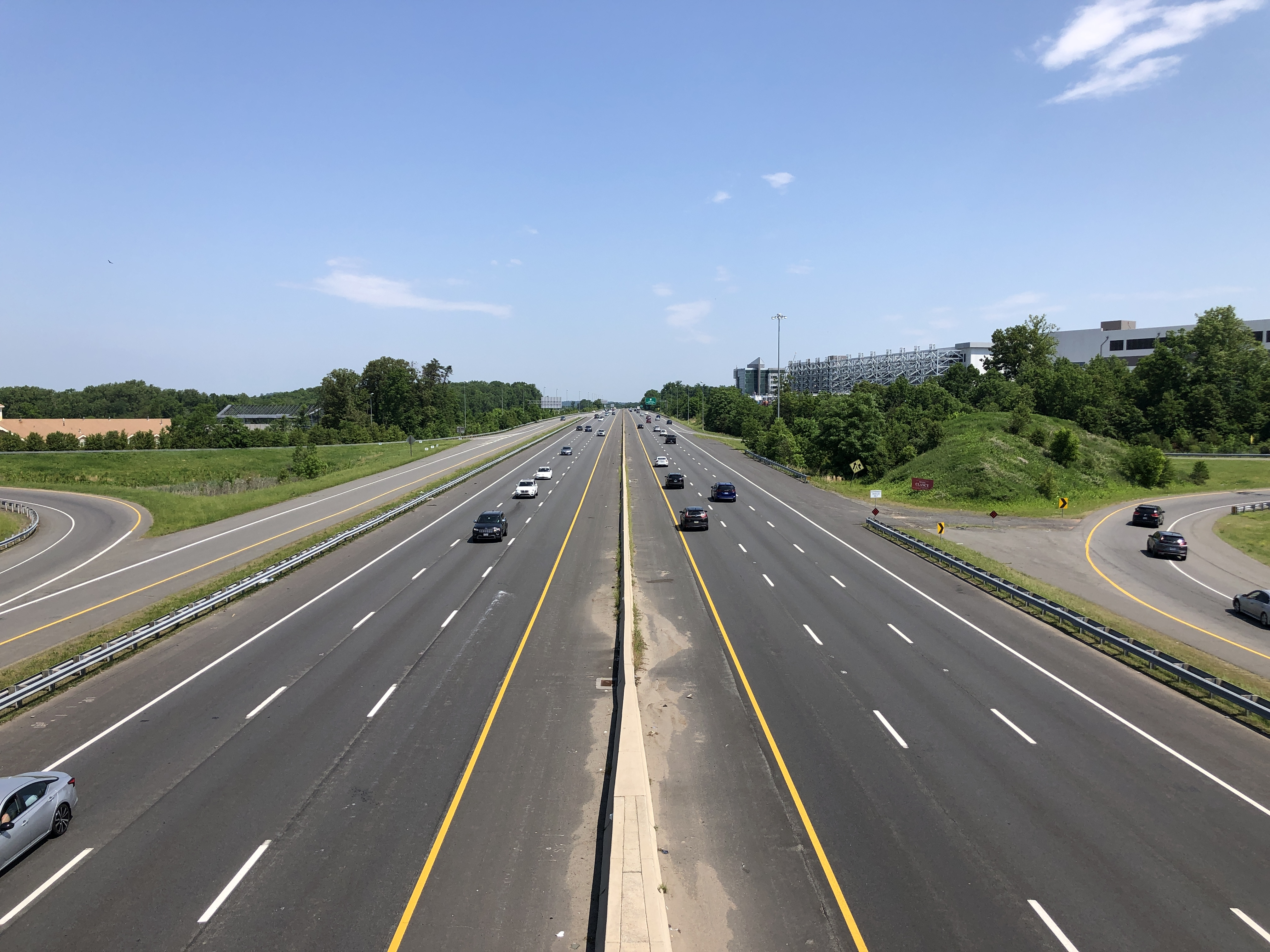
نمایی از حوزه سرشماری دالس تاون سنتر در شهرستان لادن، ویرجینیا - ۲۰۲۲

دالس تاون سنتر، ویرجینیا (انگلیسی: Dulles Town Center, Virginia) یک حوزه سرشماری است در شهرستان لادن، ویرجینیا که در هفت مایلی فرودگاه بین‌المللی دالس واشینگتن قرار دارد و در سرشماری سال ۲۰۱۰ جمعیت آن ۴۶۰۱ نفر بود. این مکان یک حوزه سرشماری در بازار بزرگ دالس تاون سنتر است. اداره خدمات پستی ایالات متحده- دالس ویرجینا زیر بخش استرلینگ، ویرجینیا است و این اماکن نیز ثبت نشده هستند.